# Little Big Adventure
Little Big Adventure è un videogioco per PC sviluppato dalla Adeline Software International (programmato da Frédérick Raynal) e distribuito nel 1994 da Electronic Arts in Europa e da Activision in Nord America, Asia e Oceania, sotto il nome di Relentless: Twinsen's Adventure.
Il gioco vendette 400 000 copie in tutto il mondo, fu distribuito inizialmente in versione CD-ROM e tempo dopo in versione floppy disk. La versione CD contiene video in full motion video, musica e dialoghi, mentre la versione floppy include MIDI della colonna sonora e delle immagini statiche al posto dei video. Successivamente venne creato un porting per la console PlayStation, distribuito in Europa e Giappone, e per i computer giapponesi FM Towns e PC-98. Fu pubblicato anche un seguito intitolato Little Big Adventure 2 (conosciuto anche col nome di Twinsen's Odyssey).

## Trama
L'avventura si svolge sul pianeta immaginario "Twinsun", dove ogni emisfero è illuminato da un sole.
Quattro specie abitano il pianeta: i Quetchs simili agli umani, gli Spheros creature sferiche, i Grobos e i Rubibunnies creature rispettivamente simili a degli elefanti e a dei conigli antropomorfi.
Tutti gli abitanti di Twinsun sono stati relegati nell'emisfero sud del pianeta dal malvagio Dr. FunFrock che ha soggiogato l'intero pianeta grazie alla sua armata di cloni.
Il Giovane Quetch di nome Twinsen viene incarcerato a causa dei suoi sogni premonitori.
Il gioco comincia all'interno della prigione e il nostro primo obiettivo sarà scappare dalla nostra cella.
Twinsen dovrà anche liberare la sua ragazza, Zoe, rapita subito dopo la fuga dalla prigione, e andare alla ricerca di quattro oggetti magici: la tunica ancestrale, il libro di Bu, il medaglione di Sandell e una fiasca di acqua pura.
Lungo la strada Twinsen incontrerà numerosi ostacoli come l'armata dei cloni del Dr FunFrock, mostri mutanti e numerose trappole.

## Modalità di gioco
Little Big Adventure utilizza una visuale pseudo 3D isometrica, tutti i personaggi, inclusi alcuni oggetti del mondo, sono in 3D. Dopo aver completato alcuni compiti il personaggio viene presentato con una sequenza in full motion video. Il personaggio controllato dal giocatore si chiama "Twinsen" ed è in grado di destreggiarsi tra quattro modalità comportamentali, ognuna di questa utile al giocatore in diverse tipologie di situazioni. Twinsen possiede anche un inventario dove conservare gli oggetti che incontra durante la sua avventura.
Il gioco appartiene al genere avventura e combina molti aspetti tipici di generi diversi come azione, arcade e RPG.
Il gioco fornisce una parziale esperienza di free-roaming consentendo al giocatore di esplorare le diverse isole una volta sbloccate tramite il completamento di determinati obiettivi.
Anche gli obiettivi offrono molta libertà al giocatore, infatti sono costituiti da scelte multiple e una continuità non lineare.

## Colonna sonora
Le musiche sono state composte dal francese Philippe Vachey, che compose anche le musiche per il seguito del gioco, Little Big Adventure 2.

## Personaggi
- Twinsen è l'eroe del gioco. Il prescelto del pianeta, in grado di profetizzare gli eventi, Deve recuperare degli oggetti magici, liberare la propria ragazza e far cadere il tiranno Dr FunFrock. Viene doppiato da Sylvain Caruso nella versione francese e da Dana Westberg in quella inglese.
- Zoe è la ragazza di Twinsen. Viene catturata da due cloni subito dopo la fuga di Twinsen dalla prigione. Viene doppiata da Julie Bataille nella versione francese e da Trish Kessler-Caffrey in quella inglese.
- Jerome Baldino (conosciuto anche come Baldino) è l'inventore dell'isola Proxima. Aiuta Twinsen durante la sua avventura fornendogli oggetti come il protopack che sarà utile al protagonista per portare a compimento alcune missioni. In questo episodio della serie farà solo una piccola apparizione, salvo tornare per una parte più importante nel seguito "Little Big Adventure 2". Nella versione francese viene doppiano da Sylvain Caruso e in quella inglese da Christian Erickson.
- FunFrock è il cattivo del gioco, controlla l'intero pianeta grazie ai poteri di clonazione, mutazione e del teletrasporto. Il suo obbiettivo è di diventare un dio in grado di distruggere Sendell, il dio del pianeta. Sconfitto da Twinsen il suo regno del terrore cade, portando sul pianeta la pace e la tranquillità. Viene doppiato da Pierre-Alain De Garrigues nella versione francese e da Christian Erickson in quella inglese.
- Dino-Fly è un dinosauro con le ali, appollaiato in cima all'isola Tippet. Dice di essere in attesa dell'erede (Twinsen) da secoli ed aiuterà Twinsen a recarsi nelle varie isole e nell'emisfero nord del pianeta. Doppiato nella versione francese da Pierre-Alain De Garrigues e in quella inglese da Crhistian Erickson.
- Sendell è la divinità di Twinsun. Chiamerà il protagonista in sogno avvisandolo del piano di FunFrock. Viene rappresentata come un'entità blu all'interno di una sfera al centro di Twinsun e la si vede brevemente nella scena finale.

## Accoglienza
Keith Stuart di The Guardian considerò Little Big Adventure come uno dei trenta migliori videogiochi dimenticati nel corso del tempo.